# Тільки уявіть
Тільки уявіть (англ. Just Imagine) — американський комедійний мюзикл режисера Девіда Батлера 1930 року.

## Сюжет
У 1980 році повітряний транспорт витісняє автомобільні засоби пересування. Громадяни іменуються за номерами, і правосуддя постійно вторгається в приватне життя людей — наприклад, для того, щоб вирішити, хто з двох суперників одружиться з дівчиною, вони мають вчинити певний подвиг. Отже, у Джей-21 є всього 4 місяці, щоб здійснити героїчне діяння і завоювати руку і серце ЛН-18. Один учений пропонує йому експедицію на Марс. Джей-21 і його найкращий друг вирушають туди, прихопивши з собою третього компаньйона — шахрая, який помер в 1930 році, але якого вдалось оживити завдяки науковому прогресу.

## У ролях
- Ель Брендел — Сінгл О
- Морін О'Салліван — ЛН-18
- Джон Гаррік — Джей-21
- Марджорі Вайт — Д-6
- Френк Альбертсон — РТ-42
- Хобарт Босворт — З-4
- Кеннет Томсон — МТ-3
- Міша Ауер — А-36
- Іван Лінов — Локо / Боко
- Джойзель Джойнер — Лу Лу / Бу Бу
- Вілфред Лукас — Х-10